# 町野繁仍
町野 繁仍（まちの しげより）は、安土桃山時代から江戸時代前期にかけての武将。蒲生氏の家臣。

## 略歴
安井吉秀の次男として誕生。元々は近江国蒲生郡にある竹田神社の神職であった。養父の町野備前守秀長は『寛政重修諸家譜』は天正12年に77歳で没したことしか知られていないが、木下聡は室町幕府評定衆で永正-天文年間に活動した町野将監康定の子と推定している。木下によれば、この町野氏は三善氏系で、鎌倉府や問注所で活躍したが、京都の宗家は摂津氏との競争に敗れて戦国時代の早い時期に没落して蒲生氏を頼ったと推測してる（幕府文書では足利義輝が近江に滞在していた天文年間末期以降の町野氏の動向が不明となっている。『蒲生郡志』では町野氏を蒲生氏譜代の臣とするが、蒲生氏関連の文書での初出は元亀年間である）。
蒲生氏郷の日野時代からの直臣で、氏郷が織田氏への人質として岐阜城へ送られた時に従い、本能寺の変の直後には、氏郷と共に日野城に籠城した。
氏郷が松阪に移封された際には、山田奉行として伊勢神宮の支配に関与した。天正15年（1587年）9月には日野の馬見岡綿向神社に銭二百疋を寄進した。天正18年（1590年）、氏郷が会津黒川城に移封された際には子・幸和と共に猪苗代城や二本松城の城代を務め、3万8000石を領した。葛西大崎一揆、九戸政実の乱の時は蒲生郷安と共に二番手の大将として戦った。郷安が仕置奉行を務めた時、玉井貞右と共に加判を任された。
蒲生秀行の代では真岡城で8000石を給され、仕置奉行となる（『氏郷記』）。秀行が会津若松に復領した際は白河小峰城の城代となり、2万8000石を与えられ、仕置奉行を再任する（『氏郷記』）。
蒲生忠郷の代に家督を嫡男・幸和に譲り、次男・繁秀と共に故郷の竹田神社に帰った。
実際に慶長18年（1613年）を最後に会津藩蒲生氏の文書から繁仍の名前が消えて、翌慶長19年（1614年）に幸和が仕置奉行として文書に登場する。また、繁仍の甥ともその息子とも言われている町野主水佑昌就が寛永年間の初めに江戸に派遣された玉井貞右の代理として仕置奉行を務め、伊予松山転封後にはその弟とされる町野民部丞（実名不詳）も寛永蒲生騒動後に仕置奉行を務めている。なお、繁仍の実家とされる安井氏には町野氏や蒲生氏に関する文書が多数残されている。